# Denazificazione

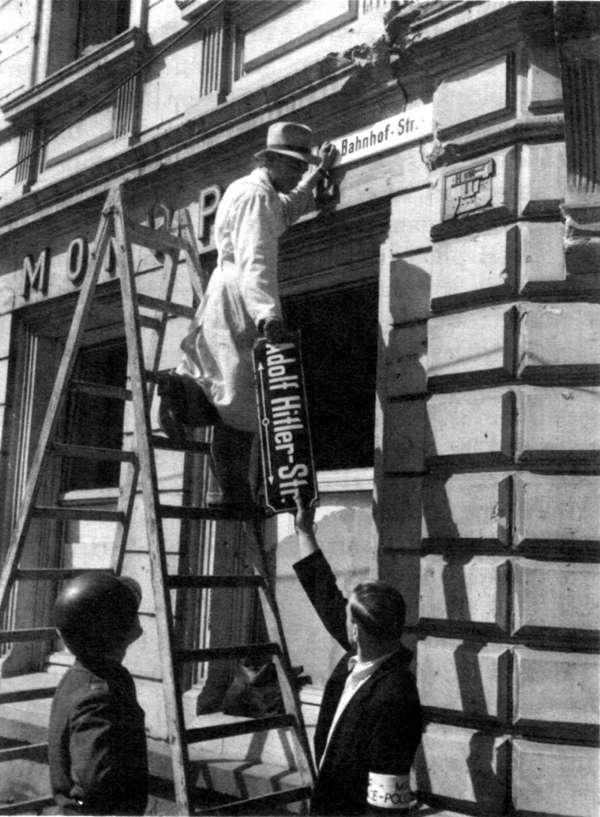
Rimozione della vecchia segnaletica da una strada che era intitolata a Hitler a Treviri.

La svastica che sovrastava uno degli edifici di un complesso urbanistico nazista a Norimberga venne fatta saltare in aria nel 1945

La denazificazione (in tedesco: Entnazifizierung) fu un'iniziativa alleata volta a liberare da ogni resto dell'ideologia nazionalsocialista la società, la cultura, la stampa, l'economia, la giustizia e la politica dell'Austria e della Germania.
Fu portata avanti soprattutto rimuovendo dalle posizioni di influenza chi era legato al partito e sciogliendo o rendendo impotenti le organizzazioni associate ad esso.
Il programma di denazificazione fu lanciato dopo la fine della seconda guerra mondiale e fu rafforzato dalla Conferenza di Potsdam. Infine, con l'avvento della guerra fredda e la creazione della Germania Ovest, la denazificazione fu abbandonata.
Anzi, in non pochi casi, personaggi che avevano fatto parte del partito o comunque di organizzazioni naziste assursero a ruoli importanti nella burocrazia tedesca occidentale e dal cancelliere Adenauer furono definiti provvedimenti di amnistia che resero liberi diversi nazisti.

## Veduta d'insieme
In Germania la denazificazione fu attuata con una serie di direttive emanate dal gennaio 1946 dal Consiglio di controllo alleato, situato a Berlino.
Le direttive di denazificazione identificavano i gruppi e le persone specifiche e indicavano le procedure giuridiche e le linee guida per il loro trattamento. Anche se tutte le forze occupanti aderirono all'iniziativa, i metodi usati per la denazificazione e l'intensità con cui erano applicati erano diversi a seconda delle zone di occupazione. La denazificazione servì anche a rimuovere i simboli fisici del regime nazista.
Per esempio nel 1957 il governo tedesco ridistribuì le croci di ferro della seconda guerra mondiale senza la svastica al centro.

## Applicazione nelle zone di occupazione alleata

### Zona statunitense

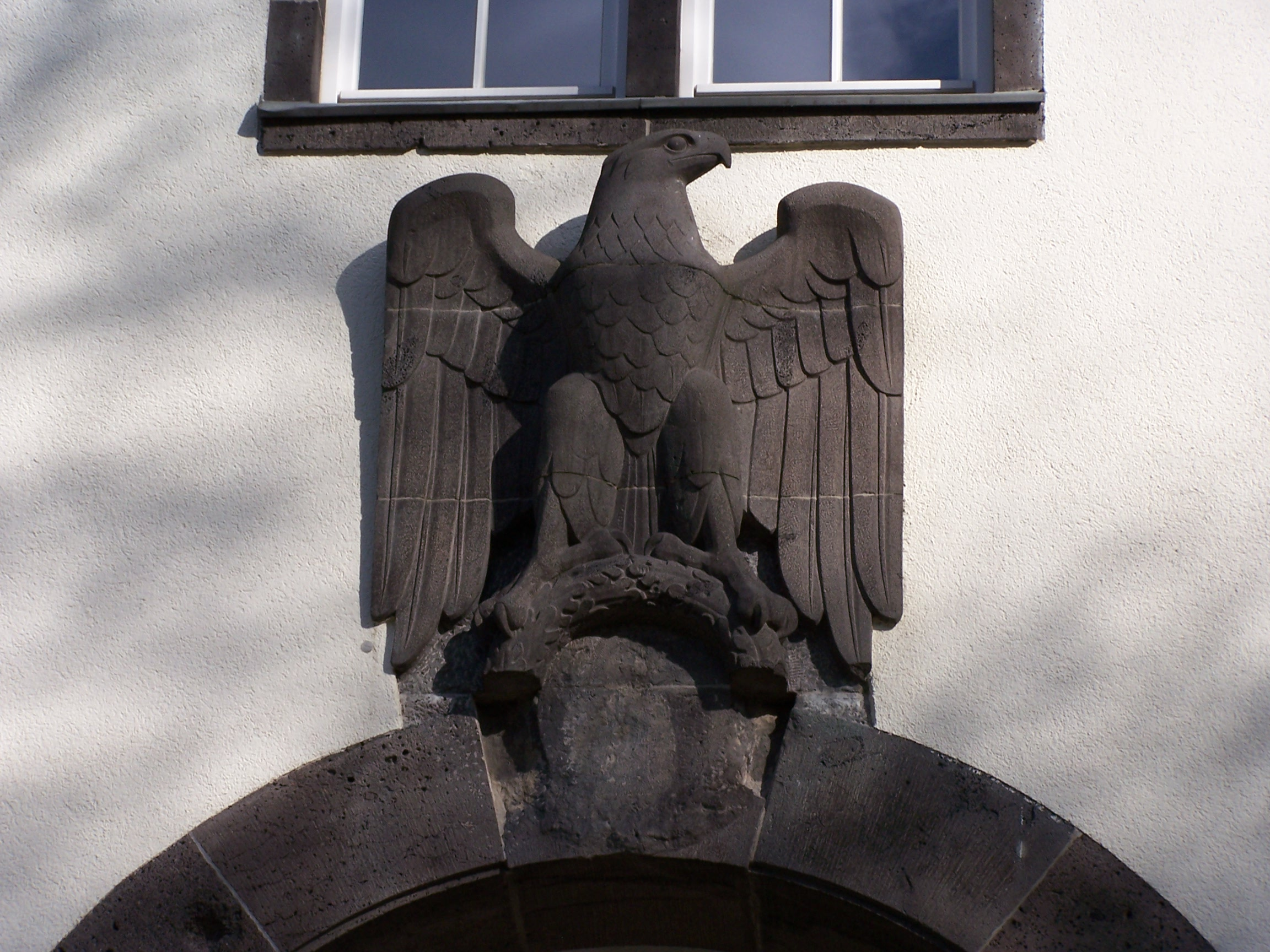
Aquila sulla porta di una sede dell'Università tecnica di Darmstadt. Notare la svastica cancellata sotto le zampe dell'aquila

Nella zona di occupazione statunitense la denazificazione fu perseguita inizialmente dal generale Dwight D. Eisenhower con l'intento di rieducare il popolo tedesco. Ogni tedesco adulto dovette compilare un modulo, detto Fragebogen, che scandagliava il suo passato.
Per la grande quantità di casi, nel 1946 la responsabilità per il processo di denazificazione passò all'amministrazione tedesca, che stabilì 545 corti civili per giudicare 900.000 casi.
In base alla legge per la liberazione dal nazionalsocialismo e dal militarismo che divenne effettiva nel 1946, molte persone dovettero compilare un nuovo modulo, chiamato Meldebogen e furono classificate in cinque categorie:
- V. Persone esonerate o non incriminate
- IV. Seguaci o simpatizzanti
- III. Incriminati minori
- II. Attivisti, Militanti, profittatori o persone incriminate
- I. Criminali importanti

All'inizio del 1947 90.000 nazisti erano detenuti nelle carceri e nei campi alleati; ad un altro 1.900.000 fu proibito di svolgere qualsiasi mestiere che non fosse un lavoro manuale, come accadde ad Albert Battel.
I media tedeschi erano censurati dall'esercito statunitense, in particolare dall'Information Control Division, che nel luglio del 1946 controllava 37 giornali, sei stazioni radio, 314 teatri, 642 cinema, 101 riviste, 237 case editrici e 7384 tipografie e librerie.
Lo scopo della censura era quello di democratizzare il paese, ma anche di mettere a tacere ogni voce discorde all'occupazione alleata.
Inoltre fu emessa una direttiva per la confisca di tutti i mezzi di comunicazione che potevano aver contribuito al nazismo o al militarismo, che portò alla compilazione di una lista di oltre 30.000 libri, dai testi di scuola ai poemi, che furono banditi e le cui copie furono confiscate e distrutte; inoltre il possesso di uno di questi volumi divenne punibile per legge.
A partire dal 1948, con l'inizio della guerra fredda, l'attenzione degli Stati Uniti venne richiamata dalle ostilità con il blocco orientale e i casi ancora in corso furono conclusi sommariamente, senza lasciare tempo sufficiente per investigare a fondo, così molti processi arrisero agli imputati: per esempio, nel 1952 alcuni membri delle Schutzstaffel, tra cui Otto Skorzeny, furono dichiarati formalmente denazificati in contumacia senza alcuna prova che ciò fosse vero.

### Zona sovietica
Il servizio segreto sovietico, l'NKVD, creò alcuni "campi speciali" dove furono internate, fra gli altri, le persone legate al nazismo. L'abbandono da parte dell'Ovest di una denazificazione stringente divenne uno dei maggiori temi di propaganda nella Germania Est, che proclamava che il governo della Germania Ovest non fosse altro che un'estensione del vecchio regime nazista.
Tali affermazioni apparivano frequentemente nel giornale ufficiale del Partito Socialista Unificato di Germania, il Neues Deutschland, secondo il quale le rivolte del 1953 furono causate da provocatori nazisti inviati da Berlino Ovest. Fra l'altro il muro di Berlino era ufficialmente chiamato muro di sicurezza antifascista dalle autorità della Germania orientale, le quali dichiaravano di averlo costruito per proteggere la società dalle attività dei nazisti di Berlino Ovest.
Poiché parte dell'obiettivo della denazificazione nella zona sovietica era anche la rimozione del sentimento antisocialista, i comitati incaricati del processo erano politicamente squilibrati. Una tipica commissione comprendeva un membro dell'Unione Cristiano-Democratica, uno del Partito Liberal-Democratico di Germania, tre del Partito di Unità Socialista di Germania e tre di organizzazioni politiche di massa (che in genere sostenevano anche il Partito di Unità Socialista).
Gli ex funzionari nazisti si resero subito conto che avrebbero affrontato meno ostacoli e indagini nelle zone controllate dagli Alleati occidentali. Molti di loro videro la possibilità di disertare in Occidente con il pretesto dell'anticomunismo. Le condizioni nei campi di internamento erano terribili e tra i 42.000 e gli 80.000 prigionieri morirono. Quando i campi furono chiusi nel 1950, i prigionieri furono consegnati al governo della Germania orientale.
Poiché molti dei funzionari della zona di occupazione sovietica erano stati a loro volta perseguiti dal regime nazista, la semplice ex appartenenza alla NSDAP fu giudicata un crimine.
Anche prima che la denazificazione fosse ufficialmente abbandonata in Germania Ovest, la propaganda della Germania Est si dipingeva spesso come l'unico vero Stato antifascista e sosteneva che lo Stato tedesco occidentale fosse semplicemente una continuazione del regime nazista, impiegando gli stessi funzionari che avevano amministrato il governo durante la dittatura nazista. A partire dagli anni Cinquanta, il ragionamento di queste accuse si è concentrato sul fatto che molti ex funzionari del regime nazista occupavano posizioni nel governo della Germania Ovest. Tuttavia, la propaganda della Germania Est cercò di denunciare come nazisti anche politici come Kurt Schumacher, che era stato imprigionato proprio dal regime nazista. Come parte della campagna propagandistica contro la Germania Ovest, Theodor Oberländer e Hans Globke furono tra i primi politici federali a essere denunciati nella DDR. Entrambi furono condannati all'ergastolo in contumacia dalla DDR in processi-farsa nell'aprile 1960 e nel luglio 1963. Il presidente della Germania occidentale Heinrich Lübke, in particolare, fu denunciato durante le commemorazioni ufficiali della liberazione dei campi di concentramento di Buchenwald e Sachsenhausen tenutesi presso i monumenti nazionali della DDR.
Non tutti gli ex nazisti furono giudicati. Svolgere compiti speciali per il governo sovietico poteva proteggere i membri nazisti dall'accusa, consentendo loro di continuare a lavorare. Anche avere legami speciali con gli occupanti, al fine di avere qualcuno che garantisse per loro, poteva proteggere una persona dalle leggi di denazificazione. In particolare, i distretti di Gera, Erfurt e Suhl avevano un numero significativo di ex membri del Partito Nazista nel loro governo.

### Zona britannica
I britannici prepararono un piano a partire dal 1942, assegnando a un certo numero di funzionari pubblici di livello piuttosto basso il compito di dirigere l'amministrazione del territorio liberato nelle retrovie degli eserciti, con poteri draconiani per rimuovere dal loro incarico, sia in ambito pubblico che privato, chiunque fosse sospettato, di solito per motivi comportamentali, di nutrire simpatie naziste. Per il governo britannico, la ricostruzione della potenza economica tedesca era più importante dell'incarcerazione dei criminali nazisti. Dopo la guerra, il governo britannico, che si trovava in difficoltà economiche in patria, non voleva assumersi l'onere di sfamare e amministrare la Germania in altro modo.
Nell'ottobre 1945, al fine di costituire un sistema giuridico funzionante, e dato che il 90% degli avvocati tedeschi erano stati membri del Partito Nazista, i britannici decisero che il 50% del servizio civile legale tedesco poteva essere composto da nazisti "nominali". Pressioni simili li indussero ad allentare ulteriormente le restrizioni nell'aprile del 1946. Nell'industria, soprattutto nella zona della Ruhr, economicamente cruciale, i britannici iniziarono ad essere indulgenti nei confronti di chi possedeva o gestiva le imprese, diventando più severi nell'autunno del 1945. Per ridurre il potere degli industriali, i britannici ampliarono il ruolo dei sindacati, conferendo loro alcuni poteri decisionali.
Nei primi mesi dell'occupazione, tuttavia, furono particolarmente zelanti nel consegnare alla giustizia chiunque, soldati o civili, avesse commesso crimini di guerra contro prigionieri di guerra o equipaggi aerei alleati catturati. Nel giugno 1945 fu aperto un centro di interrogatori a Bad Nenndorf, dove i detenuti venivano presumibilmente torturati con secchiate di acqua fredda, percosse, bruciature con sigarette accese, ecc. Ne seguì uno scandalo pubblico e alla fine il centro fu chiuso.
I britannici evitarono in qualche modo di essere sopraffatti dal numero potenziale di indagini di denazificazione richiedendo che nessuno dovesse compilare il Fragebogen a meno che non si candidasse per una posizione ufficiale o di responsabilità. Questa differenza tra la politica americana e quella britannica fu criticata dagli americani e fece sì che alcuni nazisti cercassero rifugio nella zona britannica.
Nel gennaio 1946, i britannici consegnarono i loro pannelli di denazificazione ai tedeschi.

### Zona francese
I francesi furono meno vigorosi, per una serie di ragioni, rispetto alle altre potenze occidentali, e non usarono nemmeno il termine "denazificazione", chiamandola invece "épuration" (purificazione). Allo stesso tempo, alcuni comandanti francesi avevano prestato servizio nel regime collaborazionista di Vichy durante la guerra, dove avevano stretto rapporti di amicizia con i tedeschi. Di conseguenza, nella zona francese la semplice appartenenza al partito nazista era molto meno importante che nelle altre zone.
Poiché gli insegnanti erano stati fortemente nazificati, i francesi iniziarono col rimuovere tre quarti di tutti gli insegnanti dal loro posto di lavoro. Tuttavia, constatando che le scuole non potevano essere gestite senza di loro, furono presto riassunti, anche se soggetti a facile licenziamento. Un processo simile riguardava gli esperti tecnici. I francesi furono i primi ad affidare il processo di selezione ai tedeschi, pur mantenendo il potere francese di annullare qualsiasi decisione tedesca. Nel complesso, l'attività di denazificazione nella zona francese fu considerata una "media aurea tra un grado eccessivo di severità e uno standard inadeguato di clemenza", ponendo le basi per una duratura riconciliazione tra Francia e Germania. Nella zona francese solo tredici tedeschi furono classificati come "grandi criminali".

## Campagna di colpa collettiva

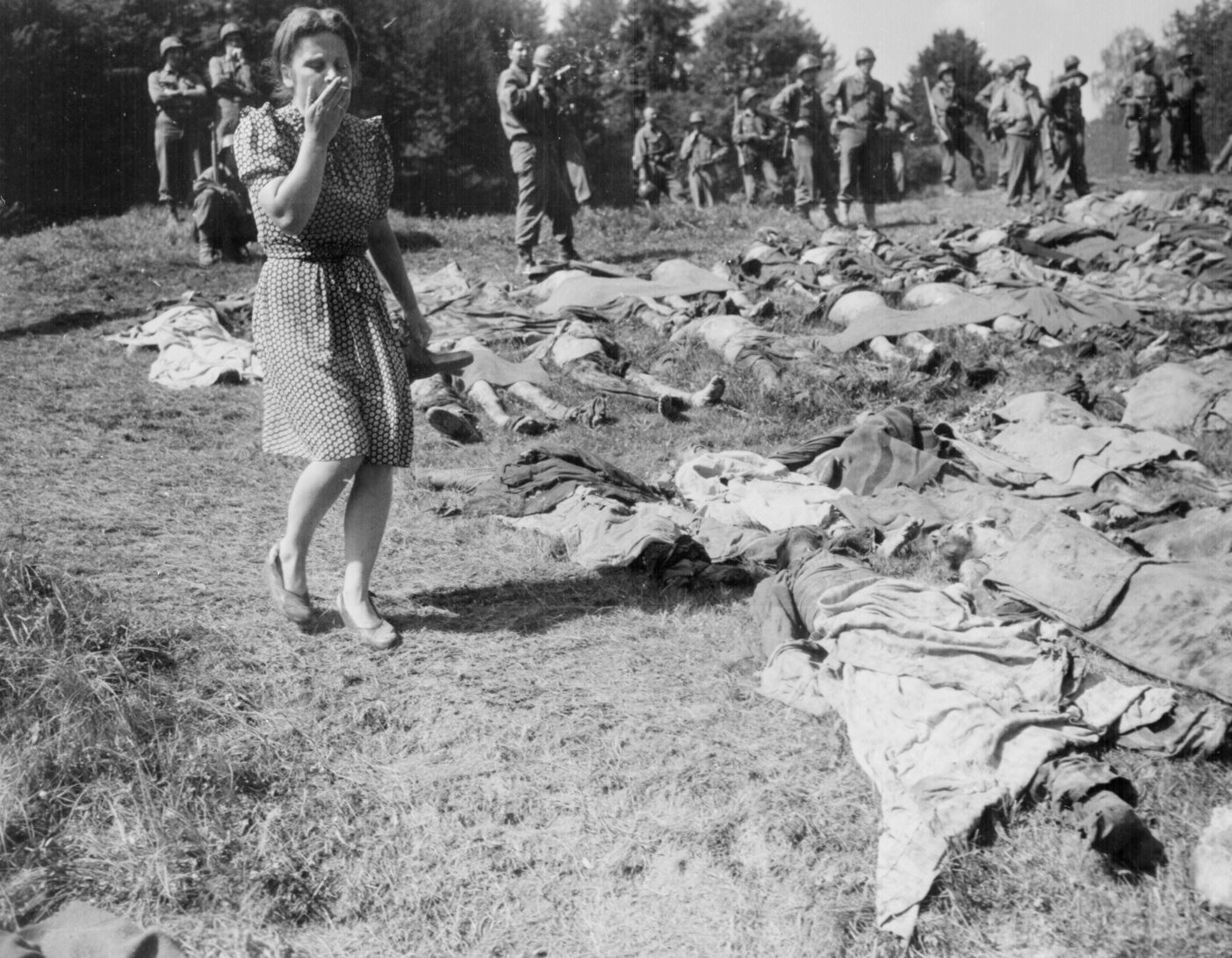
Foto del 17 maggio 1945 - Le truppe alleate spesso obbligarono i civili tedeschi a visitare campi di concentramento e in alcuni casi ad esumare fosse comuni di vittime dei nazisti

A partire dal 1944 furono intraprese attività di propaganda negli USA, anche tramite la diffusione di filmati sui campi di concentramento nazisti, che sosteneva una pace con condizioni molto dure per la Germania e che era volta anche a porre fine alla consuetudine di vedere il nazismo come un'entità separata rispetto al popolo tedesco.
Delle dichiarazioni di alcuni governanti inglesi e americani, fatte più o meno nel periodo della resa della Germania indicavano l'intera nazione tedesca come colpevole moralmente per le azioni del regime nazista, usando spesso i termini "colpa" o "responsabilità collettiva".
Non appena gli alleati cominciarono le loro operazioni di denazificazione del dopo guerra, il dipartimento di guerra psicologica del comando supremo alleato in Europa (SHAEF) intraprese una campagna di propaganda politica con lo scopo di creare un senso di responsabilità collettiva tra i tedeschi.
Gli ufficiali britannici addetti al controllo di radio e giornali ricevettero ordini di enfatizzare la responsabilità di tutto il popolo tedesco per i crimini nazisti e analogamente tra le autorità americane il senso di responsabilità collettiva era considerato alla base di ogni educazione a lungo termine in Germania.
Usando sia la stampa tedesca, che era sotto controllo alleato, sia il cinema, sia manifesti ed opuscoli, fu condotta una campagna per mettere a conoscenza tutti i tedeschi di quello che era successo nei campi di concentramento; questi documenti avevano il fine di scuotere e umiliare i tedeschi e di provare loro che erano stati commessi crimini contro l'umanità, i cui responsabili non erano solo i nazisti e le SS, ma l'intero popolo tedesco.
Furono diffusi a questo scopo dei manifesti che rappresentavano delle vittime dei campi di sterminio, affiancate da testi come "Tu sei colpevole di questo!" o "Queste atrocità sono colpa tua!!".
Subito dopo la liberazione dei campi di concentramento molti civili tedeschi furono costretti a visitarli, a seppellire i cadaveri o a riesumarli dalle fosse comuni.
Il 20 luglio 1945 - il primo anniversario del fallito attentato a Hitler - non fu fatta menzione dell'evento, perché ricordare al popolo tedesco che c'era stata un'attiva resistenza a Hitler in Germania avrebbe minato gli sforzi degli alleati di creare un senso di colpa collettivo nella popolazione tedesca.
Due mesi dopo, il 20 settembre 1945, vennero abolite le Leggi di Norimberga, promulgate 10 anni prima, che avevano man mano privato di ogni diritto i cittadini ebrei residenti in Germania.

## Konrad Adenauer e la fine della denazificazione
Il cancelliere tedesco Konrad Adenauer era contrario alla denazificazione e garantì l'amnistia a molte persone implicate nell'Olocausto. La denazificazione a quell'epoca era osteggiata da gran parte della popolazione tedesca, e con la creazione della Germania Ovest nel 1949 Adenauer considerò una delle sue priorità farla terminare.
Insieme ad altri partiti tedeschi stabilì una serie di leggi di amnistia per invertire il processo di denazificazione, nominò capo del suo staff Hans Globke, un ufficiale nazista che aveva commentato le leggi razziste di Norimberga e fece pressione per il rilascio dei criminali di guerra.
Al 31 gennaio 1951 l'amnistia copriva oltre 792.176 persone, fra le quali erano incluse persone con una pena di sei mesi, 35.000 persone con una sentenza di oltre un anno tra cui più di 3.000 funzionari della SA, delle SS e del Partito nazista che avevano partecipato alla detenzione delle vittime nelle carceri e nei campi di concentramento; 20.000 altri nazisti incriminati per "crimini contro la vita" (presumibilmente omicidi), 30.000 per aver causato ferite corporali e 5.200 che commisero "crimini e misfatti d'ufficio".
Nel 1958 solo una piccola parte degli imputati di Norimberga erano ancora in prigione.

## Le accuse di nazismo dall'estrema sinistra negli anni '60-'70
Poiché la guerra fredda aveva interrotto la denazificazione nella Germania Ovest, alcuni gruppi di estrema sinistra, come la Rote Armee Fraktion, giustificarono il loro uso della violenza contro la classe dirigente della repubblica federale dichiarando che queste persone avevano beneficiato del periodo nazista e accusando lo Stato stesso di essere rimasto nazista nella mentalità, inoltre osservavano che molti ex nazisti occupavano posizioni di potere, mentre il Partito Comunista Tedesco era fuorilegge.
Una delle giustificazioni che la Rote Armee Fraktion diede nel 1977 per l'assassinio di Hanns-Martin Schleyer, ritenuto uno dei più importanti industriali della Germania Ovest, fu che questi era stato un ufficiale delle SS e faceva parte di una organizzazione di ex nazisti che avevano un grande potere economico e politico nel paese.

## Oggi
Le ammissioni del 2006 del noto scrittore tedesco Günter Grass di essere stato in gioventù un membro delle Waffen-SS hanno fatto emergere che a settant'anni dalla caduta del nazismo, il popolo tedesco non ha abbassato la guardia e prova ancora repulsione verso l'appartenenza alle organizzazioni del Terzo Reich.
Statisticamente è molto probabile che molti tedeschi coetanei di Grass, chiamati generazione Flakhelfer, con biografie simili a quelle dello scrittore, non abbiano mai rivelato, in questo contesto, la verità sul loro passato. Tra di loro, ad esempio, l'attore Horst Tappert, la cui appartenenza giovanile fu scoperta solo post-mortem.

## In altri Paesi
La denazificazione non fu limitata alle sole Germania e Austria; infatti, misure per la denazificazione furono attuate in ogni Stato europeo che avesse avuto una forte presenza del Partito nazista o fascista. In Francia questo processo fu chiamato épuration légale. Inoltre, i prigionieri di guerra detenuti nei paesi alleati furono sottoposti a misure di denazificazione prima del loro rimpatrio.
La denazificazione fu praticata anche in molti paesi che erano stati occupati dalla Germania e in cui si erano insediati regimi satelliti, come in Belgio, in Norvegia, in Grecia e in Jugoslavia.
In Grecia, per esempio, a partire dal 1945 furono create delle corti speciali per processare gli ex collaborazionisti, che condannarono anche i tre Primi ministri greci filo-nazisti (Georgios Tsolakoglu, Konstantinos Logothetopoulos e Iōannīs Rallīs) alla pena di morte o all'ergastolo.
Tuttavia, a causa dello scoppio della guerra civile greca, molti ex fiancheggiatori dei nazisti furono rapidamente reintegrati nel governo fortemente anti-comunista del dopoguerra.
In Italia, i reati commessi durante il periodo di occupazione nazi-fascista (1943-1945) furono quasi tutti soggetti all'amnistia Togliatti del 1946 e, successivamente, ad un'amnistia minore del 1953.

### Durante la guerra russo-ucraina
Vladimir Putin e il governo russo hanno giustificato l'invasione dell'Ucraina anche come un tentativo di denazificare il Paese.
Critiche a questa affermazione sono giunte da vari governi, storici ed esperti, visto che l'argomento può ritorcersi contro la Russia in ragione della provenienza ideologica di alcuni dei miliziani messi in campo da Putin.